# Філософська пропедевтика
Філосо́фська пропеде́втика («Philosophische Propadeutik») — робота, написана Геґелем в 1808—1811 рр., коли він був директором гімназії в Нюрнберзі.
Робота, задумана як допомога для старших класів гімназії, не була видана за життя Гегеля і вийшла лише в 1840 р. Текст рукопису, доповнений записами слухачів Гегеля, був підготовлений до видання К. Розенкранцем і склав 18-й том посмертного зібрання творів.
Записи і нариси, не використані Розенкранцем, були видані Лассоном в 1912 р. в першому томі «Гегелівського архіву».